# Julian Weigel
Julian Weigel (* 14. Juli 2001 in Weimar) ist ein deutscher Fußballspieler. Er steht bei der BSG Chemie Leipzig unter Vertrag.

## Karriere
Nach seinen Anfängen in der Jugend des FC Rot-Weiß Erfurt wechselte er im Sommer 2018 in die Jugendabteilung des 1. FC Magdeburg. Nachdem er für seinen Verein 39 Spiele in der A-Junioren-Bundesliga bestritten hatte, kam er dort auch zu seinem ersten Einsatz im Profibereich, als er am 16. Juni 2020, dem 33. Spieltag, beim 1:1-Auswärts-Unentschieden gegen den Halleschen FC in der 83. Spielminute für Timo Perthel eingewechselt wurde und in der Schlussminute das Tor zum Endstand erzielte.
Ende Januar 2021 verlieh der 1. FC Magdeburg Weigel bis zum Saisonende an den Viertligisten VfB Germania Halberstadt, mit dem Ziel, dort Spielpraxis erlangen zu können. Pandemiebedingt wurde die Fußball-Regionalliga Nordost 2020/21 allerdings abgebrochen, sodass Weigel diese jedoch nicht erhielt. Der 1. FC Magdeburg löste daraufhin seinen Vertrag auf und Weigel wechselte fest nach Halberstadt. Für Germania Halberstadt kam Weigel in der Saison 2021/2022 in 26 Spielen zum Einsatz und schoss 4 Tore. Seit Juli 2022 spielt Weigel für den 1. FC Lokomotive Leipzig und gewann 2023 mit seiner Mannschaft den Landespokal Sachsen.